# Trazador de imágenes
Un 'trazador de imágenes es un programa para transformar una imagen gráfica en forma de mapa de bits a un formato vectorial.
También se llama así a las impresoras tipo plóter, que crea las imágenes con base en trazos, no como la impresora matricial común, que lo hace mediante múltiples pequeños puntos.
Programas trazadores libres:
- Potrace
- Autotrace
- Inkscape

Programas trazadores comerciales:
- Corel PowerTRACE

- Adobe Streamline. Descontinuado posterior a la incorporación de LiveTrace al Adobe Illustrator CS2 en 2002. Vínculo en inglés.
- Vector Magic Precision Bitmap To Vector Conversion Online. Conversión de bitmap a vector vía sitio web (2 conversiones gratis, US$ 7.95/mensual) y aplicación (US$ 295). Vínculo en inglés.